# سیامند رحمان
سیامند رحمان (۱ فروردین ۱۳۶۷ – ۱۱ اسفند ۱۳۹۸) وزنه‌بردار ایرانی بود. 
وی قهرمان پارالمپیک لندن ۲۰۱۲ و پارالمپیک ریو ۲۰۱۶ و دارندهٔ پنج طلا و یک نقرهٔ جهان در ردهٔ جوانان و بزرگ‌سالان بود. وی همچنین سه نشان زرین از بازی‌های پاراآسیایی گوانگجو ۲۰۱۰، اینچئون ۲۰۱۴ و جاکارتا ۲۰۱۸ به‌دست‌آورد. همچنین نام وی با توجه به ثبت وزنهٔ ۳۱۰ کیلوگرمی در سال ۲۰۱۶، در کتاب رکوردهای گینس به ثبت رسیده‌است.

## فعالیت ورزشی
او از ۲۰۰۸ تا ۲۰۱۶ فعالیت قهرمانی داشت.

### قهرمانی جوانان جهان
وی در نخستین تجربهٔ بین‌المللی خود توانست ضمن شکستن رکورد ردهٔ جوانان جهان، قهرمان رقابت‌های جهانی این رده در سال ۲۰۰۸ بشود. رحمان توانست ۷۲٫۵ کیلوگرم رکورد جوانان جهان را ارتقا دهد.

### حضور در تیم‌ملی
سیامند رحمان نخستین بار در سال ۱۳۸۷ به اردوی تیم‌ملی وزنه‌برداری معلولان ایران دعوت شد.

### بازی‌های جهانی IWAS
رحمان در بازی‌های جهانی IWAS (فدراسیون ورزش‌های ویلچری و قطع عضو) در شارجه ۲۰۱۱ توانست با رکورد ۲۹۱ کیلوگرم قهرمان بشود.

### پارالمپیک

#### پارالمپیک لندن ۲۰۱۲
بازی‌های پارالمپیک تابستانی ۲۰۱۲ از تاریخ ۲۹ اوت تا ۹ سپتامبر ۲۰۱۲ در لندن، بریتانیا آغاز شد. 
رقابت‌های وزنه‌برداری از تاریخ ۳۰ اوت آغاز و تا ۵ سپتامبر ادامه داشت. سیامند رحمان در حرکت اول خود وزنهٔ  ۲۷۰ کیلوگرمی را مهار کرد. او در حرکت دوم خود با زدن وزنهٔ ۲۸۰ کیلوگرمی رکورد پارالمپیک را ۱۰ کیلوگرم افزایش داد. وی در حرکت سوم، وزنهٔ ۳۱۰ کیلوگرمی را درخواست کرد اما موفق به مهار آن نشد و در نهایت با مهار همان وزنهٔ ۲۸۰ کیلوگرمی، مدال طلای وزن ۱۰۰+ کیلوگرم را کسب کرد.
پس از سیامند رحمان، فارس العجیلی از عراق با مهار وزنۀ ۲۴۲ کیلوگرمی دوم و بائه چون کئون از کره جنوبی با مهار وزنۀ ۲۳۲ کیلوگرمی سوم شد.
| ۲۰۱۲ | لندن، بریتانیا | ۱۰۰+ ک‌گ | ۲۷۰٫۷ | ۲۸۰٫۸ | ۳۰۱٫۰ | -- | ۲۸۰٫۰ PR | 1 |

#### پارالمپیک ریو ۲۰۱۶
بازی‌های پارالمپیک تابستانی ۲۰۱۶ از تاریخ ۷ تا ۱۸ سپتامبر در ریو دو ژانیرو، برزیل برگزار شد. در این رقابت‌ها حدود ۴۳۵۰ ورزشکار از بیش از ۱۶۰ کشور حضور پیدا کردند. ایران در این رقابت‌ها در دوازده رشتهٔ ورزشی دو و میدانی، جودو، تیراندازی، قایقرانی، فوتبال ۷ نفره، فوتبال ۵ نفره، تنیس با ویلچر، شنا، تیر و کمان، دوچرخه سواری، والیبال نشسته آقایان و وزنه‌برداری با حضور ۱۱۱ ورزشکار شرکت کرد و توانست در مجموع ۲۴ مدال کسب نماید.
سیامند رحمان در پارالمپیک ریو ۲۰۱۶ در دسته ۱۰۷+ کیلوگرم به رقابت با دیگر شرکت کننده‌ها پرداخت. او در حرکت نخست با ثبت وزنۀ ۲۷۰ کیلوگرمی طلای خود را قطعی کرد. وی در حرکت دوم و سوم به ترتیب وزنه‌های ۳۰۰ و ۳۰۵ کیلوگرمی را با موفقیت بالای سر برد. حرکت چهارم سیامند رحمان وزنۀ ۳۱۰ کیلوگرمی بود که او با مهار این وزنه، رکورد خود را در این رقابت‌ها افزایش داد.
در این رقابت‌ها امر موساد، وزنه‌بردار مصری با ثبت وزنهٔ ۲۳۵ کیلوگرمی و جمیل ال‌شبلی از اردن با وزنهٔ ۲۳۴ کیلوگرمی به ترتیب دوم و سوم شدند.
| ۲۰۱۶ | ریودوژانیرو، برزیل | ۱۰۷+ ک‌گ | ۲۷۰٫۰ | ۳۰۰٫۰ | ۳۰۵٫۰ | ۳۱۰٫۰WR | 310 | 1 |

### برترین ورزشکار پارالمپیکی در سال ۲۰۱۷
سیامند رحمان از کشور ایران به عنوان برترین ورزشکار پارالمپیکی سال ۲۰۱۷ برگزیده شد.
وی پس از دریافت این جایزه، در مسابقات پاراآسیایی جاکارتا ۲۰۱۸ و قهرمانی جهان قزاقستان ۲۰۱۹ شرکت کرد و توانست مدال طلا را به‌دست بیاورد.

### حضور در تیم باشگاهی
سیامند پس از کسب مدال طلای پارالمپیک لندن ۲۰۱۲ در ۲۰ شهریور ۱۳۹۱ به تیم وزنه‌برداری باشگاه پرسپولیس پیوست.

## زندگی شخصی
سیامند رحمان کرد  و از اهالی اشنویه بود. 

## درگذشت
او به دلیل حملهٔ قلبی در ۱۱ اسفند ۱۳۹۸ در سن ۳۱ سالگی، در بیمارستانی در اشنویه درگذشت.
او دارای وزن بسیار بالایی بود (حدود ۲۰۰ کیلوگرم وزن بالاتنه). در حالیکه در معاینات پزشکی کمیته ملی پارالمپیک ایران به مشکل قلبی وی هیچ اشاره‌ای نشده بود و تمرینات خودش را بدون هیچ مشکلی ادامه می‌داد.
مراسم خاکسپاری سیامند رحمان ۱۲ اسفند ۱۳۹۸، در شهر اشنویه استان آذربایجان غربی در ورزشگاه باکری برگزار شد و پیکر او در آرامستان سلطان مصطفی به خاک سپرده شد.